# Stara Vrhnika
Stara Vrhnika  je razloženo naselje z velikim gručastim jedrom v Občini Vrhnika. Leži na nizkih obronkih Planine, nad jugozahodnim zatokom Ljubljanskega barja. Od Vrhnike ga loči holm Sv. Trojica ali Tičnica. Leži severozahodno od Vrhnike, v Rovtarskem hribovju. Ima okrog 700 prebivalcev.
Obsega tudi zaselke Kuren (Koren), Podčelo in Razor.

## Stara Vrhnika nekoč
Vas je prvič omenjena v virih leta 1444.
Avstro-ogrska cesarica Marija Terezija je po letu 1750 ukazala izmero zemljišč za deželo Krajnsko. Stara Vrhnika je bila tedaj razdeljena na 12 rid (delov): OrtPlaz,  Na hribih, Na Deuzeih, Dullene Koschatzhe, Gureine Koschatzhe, Sredne Pulle, Goreine Pulle, Sa Motzillan, Lothije Mlake, Sa Malnom, Pred Jamnikarjem, Na Mlak. 
Leta 1754 je bilo prvo ljudsko štetje prebivalstva. Na Stari Vrhniki je živelo 62 družin (353 prebivalcev). Leta 1822 je bilo tu 65 hiš in domačih imen. Leta 1836 je vaščane prizadela huda kolera in zmanjšala število prebivalcev, v dveh mesecih je umrlo 30 ljudi.
Leta 1904 so vaščani zgradili vodovod.

## Znani krajani Stare Vrhnike
- Simon Ogrin - cerkveni slikar
- Floris Oblak - slikar